# تایوو تیکانن
تایوو تیکانن (فنلاندی: Toivo Tikkanen; ۱۵ آوریل ۱۸۸۸ – ۱ ژوئن ۱۹۴۷) تیرانداز اهل فنلاند بود.
وی در مسابقات کشوری و بین‌المللی در مجموع برندهٔ ۱ مدال نقره، ۲ مدال برنز شده‌است.